# Antsiranana
Antsiranana (în trecut Diego Suarez)   este un oraș  în  partea de nord a Madagascarului. Este reședința regiunii Diana. Port la Oceanul Indian. Centru univeristar.